# نيك هوارث
نيك هوارث (بالإنجليزية: Nick Howarth)‏ هو منافس ألعاب قوى أسترالي، ولد في 24 يونيو 1976.

## وصلات خارجية
- نيك هوارث على موقع الاتحاد الدولي لألعاب القوى (الإنجليزية)
- نيك هوارث على موقع النتائج التاريخية لألعاب القوى الأسترالية (الإنجليزية)
- نيك هوارث على موقع أوليمبيديا (الإنجليزية)
- نيك هوارث على موقع اللجنة الأولمبية الأسترالية (الإنجليزية)